# Elpidio (abate)
Elpidio (Cappadocia, ... – IV secolo) fu un eremita originario della Cappadocia vissuto nel Piceno dove si è diffuso il suo culto; è venerato come Santo dalla Chiesa cattolica.

## Agiografia
Le notizie sulla vita di Elpidio sono scarsissime e contraddittorie. 
Nel 1955 un bollandista ha ritrovato nella Biblioteca Capitolare di Spoleto un leggendario dell'XI-XII secolo che descrive la vita di sant'Elpidio con ulteriori elementi di fantasia. 
Petrus de Natalibus scrisse che Elpidio era originario della Cappadocia, regione dell'Anatolia. Palladio di Galazia nella Storia Lausiaca narrava che il Santo visse per lunghi anni come anacoreta in una grotta nei pressi della città di Gerico. 
Giunto in Italia, nei territori dell'odierna provincia di Fermo, propagò il messaggio evangelico coadiuvato dai discepoli Ennesio e Eustasio. 
Alcuni studiosi tuttavia ritengono che Elpidio fosse originario del Piceno e vi abbia trascorso l'intera vita secondo una regola eremitica influenzata dalle esperienze ascetiche dei Padri del deserto. 
Le sue virtù cristiane e forse un'attività di apostolato tra il popolo del Piceno lo imposero alla devozione dell'intera regione.

## Culto
Venerato come santo dalla Chiesa cattolica, è festeggiato il 2 settembre. 
(Martirologio Romano)
Le reliquie sono conservate nella chiesa di Sant'Elpidio abate a Sant'Elpidio a Mare, all'interno di un sarcofago romano di marmo pario del IV secolo accanto a quelle dei suoi discepoli Ennesio e Eustasio.

## Il polittico di Giacomo di Nicola da Recanati al Musée des Arts Décoratifs
Attorno al 1424 fu commissionato al pittore Giacomo di Nicola da Recanati un polittico da collocare nella Chiesa Collegiata di Sant'Elpidio abate a Sant'Elpidio a Mare. Il dipinto, oggi a Parigi nel Louvre, raffigurava nove episodi della vita di sant'Elpidio (otto superstiti) che furono ricavate da una Vita che sembra riferirsi a un santo cavaliere piuttosto che a un santo abate o eremita.
- Elpidio predica davanti all'imperatore Antonio
- L'imperatore Antonio ordina la distruzione degli idoli alla presenza di Elpidio
- Visione di Elpidio, incontro di sant'Elpidio e devoto
- Battesimo dell'imperatore Antonio e di Prisciano alla presenza di Elpidio
- Elpidio predica davanti all'imperatore Aureliano
- Elpidio in carcere
- Elpidio liberato dal carcere, battesimo dell'imperatore Aureliano
- Elpidio invitato dall'angelo a salire sulla nave

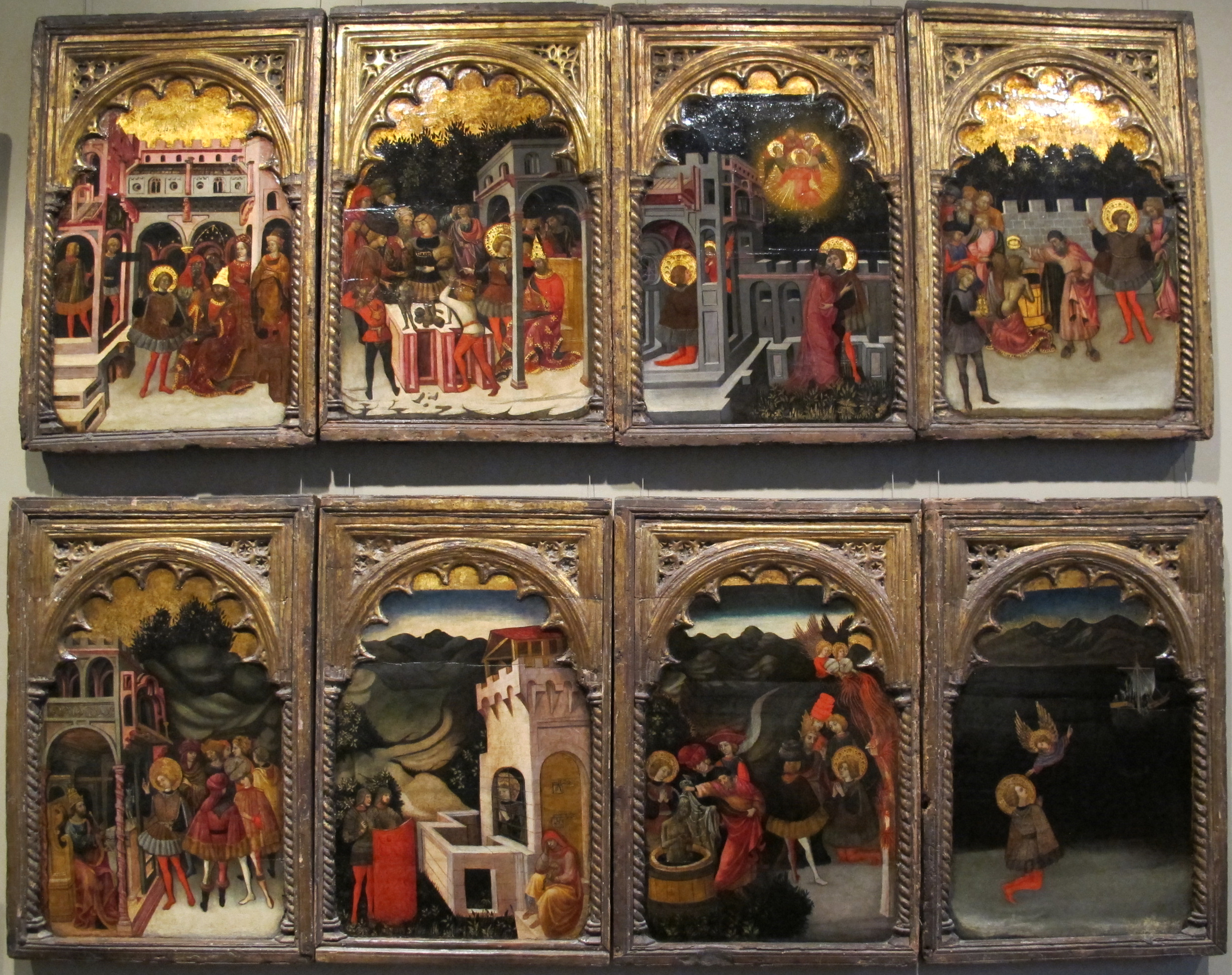
Polittico
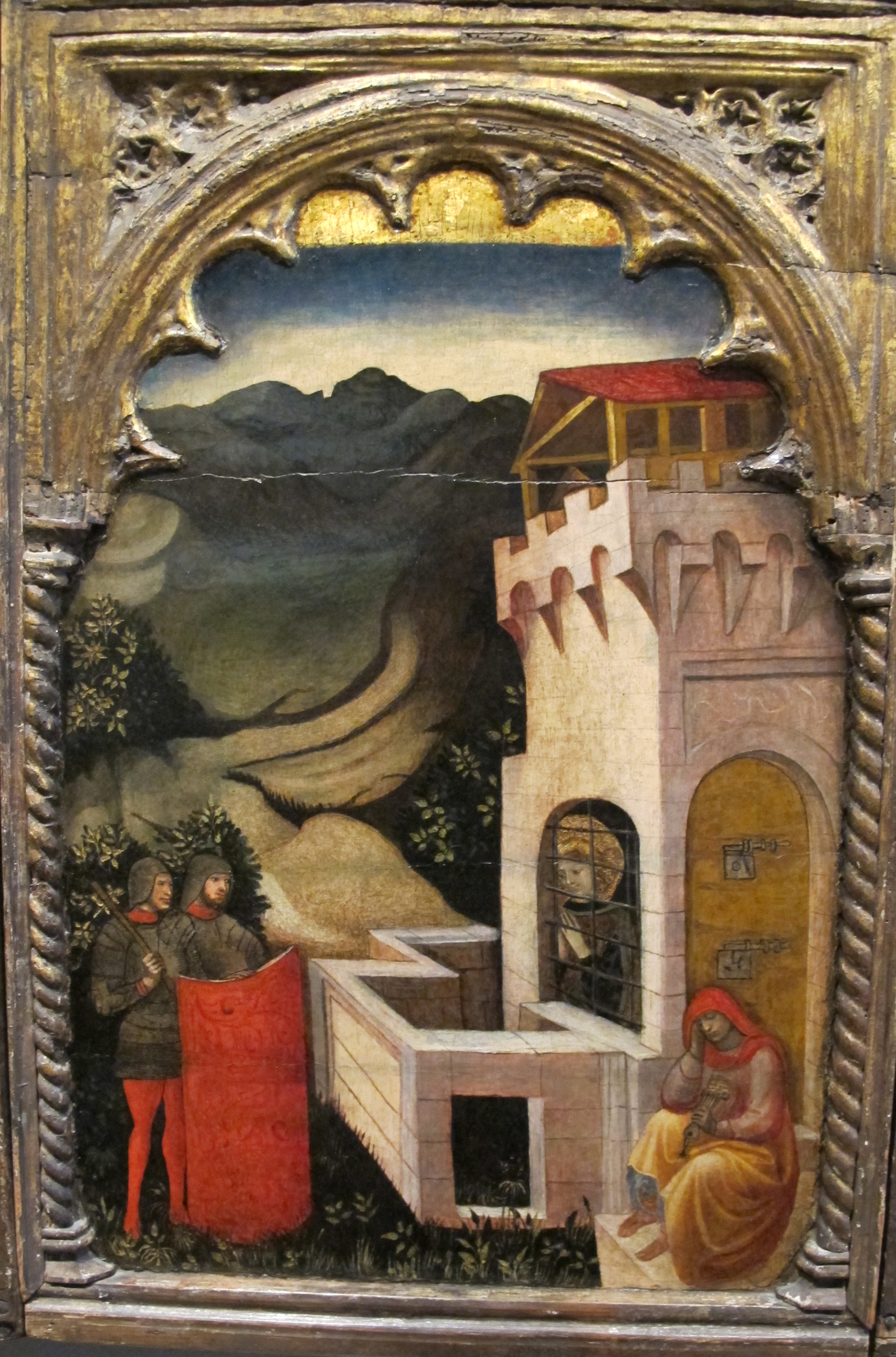
Sant'Elpidio in carcere
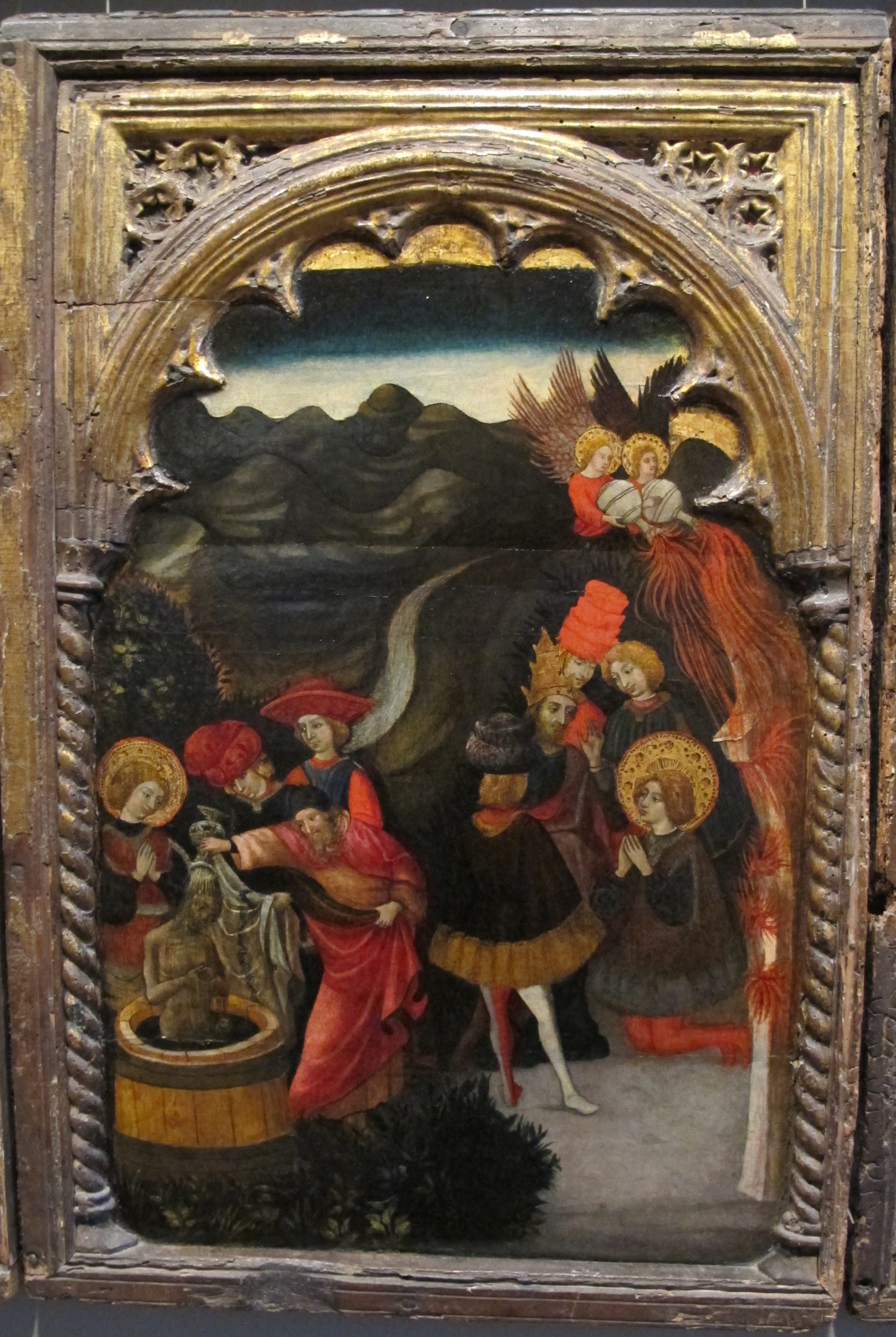
Sant'Elpidio liberato dal carcere, battesimo dell'imperatore Aureliano
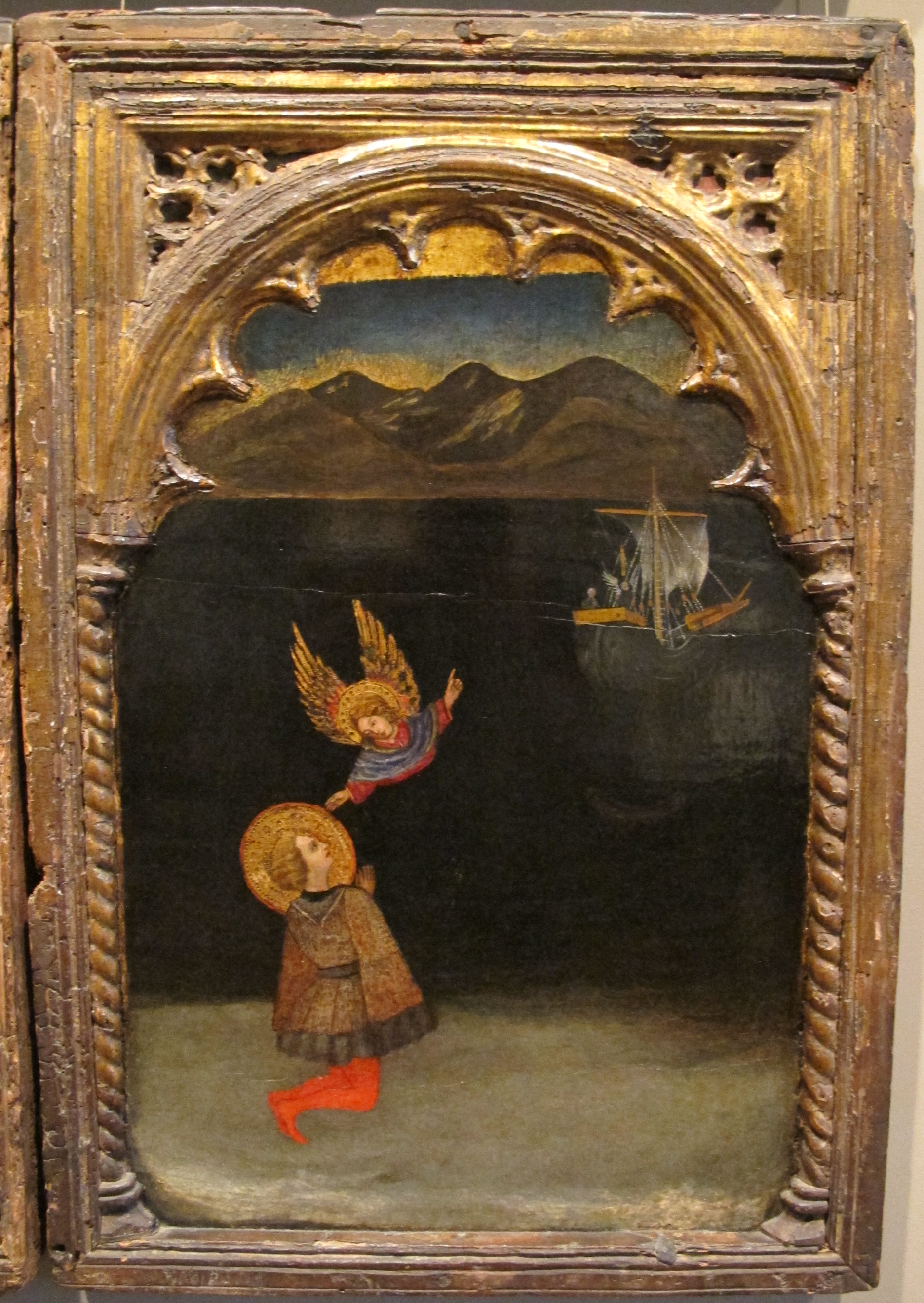
Sant'Elpidio invitato dall'angelo a salire sulla nave